# San Isidro (Honduras)
San Isidro – gmina (municipio) w południowym Hondurasie, w departamencie Choluteca. W 2010 roku zamieszkana była przez ok. 3,6 tys. mieszkańców. Siedzibą administracyjną jest miejscowość San Isidro.

## Położenie
Gmina położona jest w zachodniej części departamentu. Graniczy z 6 gminami:
- La Venta, Sabanagrande i Nueva Armeria od północy,
- Soledad od wschodu,
- Pespire od południa,
- San Antonio de Flores od zachodu.

## Miejscowości
Według Narodowego Instytutu Statystycznego Hondurasu na terenie gminy położone były następujące wsie: San Isidro, El Caulote, El Obrajito i Sonit.

## Demografia
Według danych honduraskiego Narodowego Instytutu Statystycznego na rok 2010 struktura wiekowa i płciowa ludności w gminie przedstawiała się następująco:
| Wiek       | 0–3 | 4–6 | 7–12 | 13–17 | 18–24 | 25–64 | 65+ | razem |
| San Isidro | 357 | 307 | 604  | 408   | 395   | 1 239 | 284 | 3 594 |
| Mężczyźni  | 186 | 165 | 329  | 202   | 220   | 617   | 134 | 1 854 |
| Kobiety    | 172 | 142 | 275  | 206   | 174   | 622   | 150 | 1 741 |